# Icușești
Icușești è un comune della Romania di 4 647 abitanti, ubicato nel distretto di Neamț, nella regione storica della Moldavia. 
Il comune è formato dall'unione di 7 villaggi: Bălușești, Bătrânești, Icușești, Mesteacăn, Rocna, Spiridonești, Tabăra.